# Las mil y una noches (serie de televisión)
Las mil y una noches (en turco: Binbir Gece), también conocida en español por los nombres Las mil noches de Onur y Sherezade y Las mil noches de Onur & Sherezade, es una serie de televisión turca de 2006, producida por TMC Film y transmitida originalmente por Kanal D. Está basada en el libro Las mil y una noches, sobre la historia de Shahriar y Scheherezade.
Está protagonizada por Halit Ergenç, Bergüzar Korel, Tardu Flordun y Ceyda Düvenci, con la participación antagónica de Canan Ergüder.

## Argumento
Onur Aksal (Halit Ergenç) es el dueño de la importante constructora Binyapi; le gusta leer mucho, y su libro preferido es Las Mil y Una Noches. Durante toda su vida ha desconfiado y expresado una muy mala opinión sobre las mujeres, con única excepción de aquellas que son madres, esto debido a que siendo niño su padre los abandonó a él y su madre para irse con otra mujer; posteriormente, siendo adulto, fue engañado por su pareja, lo que solo reafirmó su desconfianza.
En Binyapi trabaja Sherezade Evliyaoğlu (Bergüzar Korel), una joven arquitecta que perdió a su esposo, Ahmed Evliyaoğlu, en un accidente y quedó sola con un pequeño hijo de cinco años llamado Kaan (Efe Çınar), a quien le diagnosticaron leucemia. La enfermedad de Kaan entra en un punto crítico, por lo que requiere de urgencia un costoso trasplante de médula ósea. Ella acude a su suegro, Burhan Evliyaoğlu (Metin Çekmez), para pedirle el dinero que necesita para la operación, pero éste se niega a dárselo, porque nunca estuvo de acuerdo con que su hijo, Ahmed (Atilla Türkmen), se casara con ella, y además la cree responsable de su muerte y vive desde ese momento renegando de su nieto. 
Debido al rechazo de su suegro, Sherezade no tiene más opción que intentar pedir dinero en Binyapi; Onur, dando por sentado que al tratarse de una mujer lo desea para fines frívolos, rechaza otorgarle un préstamo; sin embargo, ofrece regalarle el dinero a cambio de pasar una noche con él. Desesperada por la enfermedad de su hijo y la mala situación económica, Sherezade accede a tener relaciones sexuales con Onur a cambio del dinero. A este hecho ambos se referirían posteriormente como la noche negra. Desde ese momento, Onur se enamora de Sherezade, pero cree que el dinero es la única arma que tiene para atraerla. 
Onur organiza un viaje a Dubái donde ofrece a Sherezade el doble de dinero a cambio de otra noche juntos, pero ella se niega e indignada decide alejarse de él. Onur, sin embargo, se da cuenta de que se ha enamorado realmente de Sherezade. Mientras tanto Kerem (Tardu Flordun), socio en Binyapi y el mejor amigo de Onur, se enamora de Sherezade, a pesar de saber que la mejor amiga de ella y trabajadora de Binyapi, Bennu (Ceyda Düvenci), está enamorada de él.
Kaan sobrevive al trasplante de médula y la donante, Mihriban (Melahat Abbasova), se muda con Sherezade para cuidarlo en su recuperación. Onur descubre la situación de Kaan y, al entender cuál era el propósito del dinero, a sus sentimientos por la joven se suma el remordimiento de haber mancillado a una madre como las que tanto admira, con lo que se convence de que Sherezade no es como las mujeres que él conoce y, para redimirse, se convierte en su protector. Poco tiempo después le pide matrimonio, pero ella lo rechaza porque prefiere ocuparse de su hijo y no le interesa volverse a casar; sin embargo, él poco a poco logra enamorarla y ella enfrenta un conflicto de emociones ya que todavía ama a su difunto marido Ahmed, mientras que la perturban los problemas con sus suegros y su mala situación laboral. En paralelo, Kerem sigue enamorado de Sherezade a pesar de haber iniciado una relación con Bennu.
Finalmente, Sherezade acepta la propuesta de matrimonio de Onur, fijando una fecha cercana y celebrando su boda casualmente en el lujoso hotel donde pasaron esa primera noche juntos. Pero el mismo día de la boda, una exempleada de Binyapi, obsesionada con Onur, declara falsamente en un programa de farándula que su exjefe le había ofrecido una alta suma de dinero a cambio de sexo siendo en verdad ella quien se le insinuó, razón por la que fue despedida por Onur. Sin embargo, Sherezade cae en la trampa dejando a Onur y yéndose con Kerem, quien ha dejado a Bennu y se dispone a conquistarla.
Aunque Onur logra limpiar su imagen, Kerem, intentando evitar una reconciliación, le revela a Sherezade que Onur sí le pagó una vez a una mujer a cambio de sexo, cosa que Onur le confesó a Kerem sin revelar que se trataba de Sherezade, ni aclararle los eventos posteriores; con esto Sherezade decide alejarse de él al descubrir sus verdaderas intenciones y tras perdonar a Onur, ambos intentan olvidarse de ese momento oscuro. Con el tiempo, Kerem descubre que Sherezade fue la mujer de la "noche negra" y se hace a un lado al comprender que el amor entre Onur y Sherezade es verdadero y único. Tiempo después, Kerem y Bennu se casan. 
En paralelo a esto, se nos presenta lo que sucede con la familia de Burhan y Nadide Evliyaoğlu (Tomris İncer), los suegros de Sherezade, quienes conocen a Kaan y logran el perdón de Sherezade por su actitud hacia ella y su nieto. Pronto, la pareja conoce también a Onur y traban amistad con él, satisfechos al verlo como un hombre ejemplar que será un buen esposo y padre.
Ali Kemal (Ergün Demir), hijo de Burhan y cuñado de Sherezade, es un hombre irresponsable que además engaña a su esposa Füsun (Yonca Cevher), una mujer ambiciosa. Ali Kemal tiene tres hijas con su esposa, pero en el ámbito familiar, el hijo varón es quien tiene más importancia y ese hijo varón lo tiene con su amante, Cansel (Füsun Kostak). Al tener el bebé, Cansel muere. 
Más adelante, Kerem descubre que su padre vive y lo conoce, al igual que a su hermana. Lamentablemente, poco tiempo después de conocerlo, su padre Semih (Nihat İleri), fallece en un asalto.
Onur descubre que tuvo una hija con aquella mujer que lo engañó hace unos años, la niña se llama Nilüfer (Dilara Kavadar), de quien tiene que hacerse cargo. Al inicio lo esconde a Sherezade, pero cuando ella lo descubre, sufren un quiebre temporal, pero tras reconciliarse aceptan a Nilüfer, volviéndose una familia de cuatro. Todo se complica cuando llega a trabajar a Binyapi Eda Akinay (Canan Ergüder), una mujer que hace años estuvo enamorada de Ahmed y por ello siempre ha tenido celos de Sherezade, poniéndose como objetivo el destruirla. 
Sherezade descubre que está embarazada de Onur y al poco tiempo después, deciden casarse. El día de la boda, Eda envenena a Sherezade, quien en plena boda colapsa perdiendo finalmente al bebé. Posterior a esto, Eda envía correos amorosos a Sherezade bajo el nombre de Özcan Türkmen (Feridun Düzagäç), un excompañero de universidad de Sherezade que llega a trabajar a Binyapi y que siempre estuvo enamorado de ella. Onur descubre los correos y manda a un detective a seguir a su esposa, Sherezade lo descubre y se divorcia al ver que Onur desconfío de ella. Özcan al descubrir los actos de Eda la encara y decide revelar todo a Sherezade, pero Eda lo asesina empujándolo desde lo alto de una construcción. Aun así, Onur y Sherezade vuelven a estar juntos.
Bennu, por otro lado, se descubre embarazada de Kerem pero sufre mucho porque es consciente de que él no la ama de verdad y todo acaba en tragedia cuando el bebé nace muerto, por lo que Bennu se refugia en el alcohol y las lágrimas. Kerem, quien sostiene una aventura con Eda, la cual ha aprovechado esta instancia para destruir su matrimonio con Bennu, le confiesa que aun ama a Sherezade y le revela el secreto de la "noche negra". Eda se encarga de divulgar este secreto destruyendo la relación entre Sherezade y Onur, quien además rompe su amistad con Kerem, por lo que éste jura a Eda que se vengará, sin embargo, antes de poder hacer algo, es acribillado por un encapuchado en la calle mientras telefoneaba a Bennu. Para las autoridades, el principal sospechoso del ataque es Onur, pues estaba furioso con Kerem tras haber revelado su mayor secreto. 
Tras un corto tiempo, Kerem despierta de un coma en el hospital y revela que fue Eda quien le disparó. Más adelante, ya fugitiva de la justicia, Eda pretende suicidarse, pero antes llama a Sherezade y le confiesa toda la verdad: "Sherezade, tenías que morir en el matrimonio porque esa poción era para ti y no para el bebé, tú tenías que morir desangrada. Mi problema eres tú, Sherezade. Quiero que sepas que te voy a maldecir y que con todo mi odio nunca estarás en paz". Eda finalmente se suicida.
Sherezade conoce a un hombre millonario llamado Engin Kayaoğlu (Ege Aydan), quien se enamora de ella y le propone matrimonio, mientras Kerem y Bennu se divorcian. Kerem explica a Sherezade que Onur no es responsable de la revelación de la "noche negra", confesando su responsabilidad, y con ello logra hacer las paces nuevamente con Onur.
Burhan vende su fábrica dejando todas sus propiedades y acciones a sus nietos, desheredando a su hijo Ali Kemal, debido a su actitud irresponsable y a que le había robado para pagar sus deudas por apuestas. Finalmente, Burhan y Nadide deciden retirarse e irse en un crucero de lujo, para poder disfrutar la vida juntos, no sin antes invertir su cuantiosa fortuna en Binyapi, para ayudar a Onur a lidiar con la inestabilidad financiera que ha sufrido la empresa tras tantos percances y conspiraciones en su contra.
Bennu, tras divorciarse de Kerem, decide ir a vivir a los Estados Unidos a ver a su madre para tratar su adicción al alcohol y posteriormente a buscar trabajo. Kerem decide renunciar a Binyapi tras comprender que verdaderamente ama a Bennu y no puede dejarla ir tan fácil de su vida.
Sherezade decide casarse con Engin, pero durante la boda Kaan toma un taxi y va en busca de Onur para que impida el matrimonio. En pleno casamiento, cuando el juez le pregunta a Sherezade si acepta a Engin, Onur llega acompañado de Kaan y Nilüfer. Engin comprende que Sherezade ama a Onur, así que la deja ir. Así, Sherezade regresa con su familia de forma definitiva. Mientras, Kerem llega al aeropuerto y sorprende a Bennu sentándose a su lado en el avión, dispuesto a continuar su historia de amor.

## Reparto
- Halit Ergenç como Onur Aksal.
- Bergüzar Korel como Sherazade Evliyaoğlu.
- Tardu Flordun como Kerem Inceoğlu.
- Ceyda Düvenci como Bennu Ataman.
- Yonca Cevher como Füsun Evliyaoğlu.
- Ergün Demir como Ali Kemal Evliyaoğlu.
- Tomris İncer como Nadide Evliyaoğlu.
- Metin Çekmez como Burhan Evliyaoğlu.
- Canan Ergüder como Eda Akınay.
- Mert Fırat como Burak Inceoğlu.
- Melahat Abbasova como Mihriban Bahamzade.
- Bartu Küçükçağlayan como Gani Özçelik.
- Meral Çetinkaya como Feride Aksal.
- Aytaç Öztuna como Seval Inceoğlu.
- Ayla Algan como Betül.
- Erdal Bilingen como Hakan.
- Metin Belgin como Zafer Gündüzalp.
- Yeliz Akkaya como Melek Ataman.
- Füsun Kostak como Cansel Kılıç.
- Sevda Aktolga como Nurhayat.
- Zeynep Konan como Zeynep.
- Şennur Nogaylar como Firdevs.
- Nihan Durukan como Ayşen.
- Suphi Tekniker como Señor Yalçın
- Merih Ermakastar como Mert
- Nilüfer Silsüpür/Ahu Sungur como Jale Eryıldız
- Ebru Aykaç como Yasemin Karakuş
- Mehmet Polat como Erdal Karayolcu
- Efe Çınar como Kaan Evliyaoğlu
- Hazal Gürel como Burcu Evliyaoğlu.
- Feyzan Çapa/Gizem Güneş como Buket Evliyaoğlu.
- Dilara Kavadar como Nilüfer Aksal.
- Can Kocameşe
- Teoman Kumbaracıbaşı como Yaman Cindar.
- Taner Barlas como Kadir Cindar.
- Nazlı Ceren Argon como Arzu İşler.
- Şebnem Köstem como Handan Taşçıoğlu.
- Hazel Çamlıdere como Ahu İşler.
- Fırat Doğruloğlu como Adnan, papá de Işın.
- Gonca Vuslateri como Sezen Özşener.
- Nihat İleri como Semih Özşener.
- Alptekin Serdengeçti como Haldun Kara.
- Roodry Eze como Tamer.
- Belma İce como Oya.
- Feridun Düzağaç como Özcan Türkmen.
- Volga Sorgu como Çetin Karabaş.
- Ege Aydan como Engin Kayaoğlu.
- Ezgi Asaroğlu como Duru Kayaoğlu.
- Ayçe Abana como Beyza Kayaoğlu.
- Nuray Uslu como Sevgi.
- İsmail Düvenci como İsmail.

## Temporadas
| Temporada | Temporada | Episodios | Rango de episodios | Emisión original         | Emisión original    |
| Temporada | Temporada | Episodios | Rango de episodios | Inicio                   | Final               |
| --------- | --------- | --------- | ------------------ | ------------------------ | ------------------- |
|           | 1         | 29        | 1 - 29             | 7 de noviembre de 2006   | 19 de junio de 2007 |
|           | 2         | 37        | 30 - 66            | 11 de septiembre de 2007 | 3 de junio de 2008  |
|           | 3         | 24        | 67 - 90            | 19 de septiembre de 2008 | 12 de mayo de 2009  |

## Polémica y controversia
La comunidad armenia en Argentina y Uruguay lanzó una campaña para juntar firmas y solicitar que las cadenas eltrece y Canal 10 suspendieran las emisiones de la telenovela por tratarse —según denuncian— de una propaganda de Turquía para tapar las conmemoraciones por el centenario del genocidio armenio.

## Premios y nominaciones
| Año  | Premios                 | Categoría                      | Nominado       | Resultado | Ref.  |
| ---- | ----------------------- | ------------------------------ | -------------- | --------- | ----- |
| 2007 | Golden Butterfly Awards | Mejor serie                    | Binbir Gece    | Ganadora  | [ 6 ] |
| 2007 | Golden Butterfly Awards | Mejor actor                    | Halit Ergenç   | Ganador   | [ 6 ] |
| 2007 | Golden Butterfly Awards | Mejor actriz                   | Bergüzar Korel | Ganadora  | [ 6 ] |
| 2014 | Premios Talento Caracol | Producción extranjera favorita | Binbir Gece    | Ganadora  | [ 7 ] |